# Pasir Muncang (Caringin)
Pasir Muncang is een bestuurslaag in het regentschap Bogor van de provincie West-Java, Indonesië. Pasir Muncang telt 7480 inwoners (volkstelling 2010).